# サントン
サントン（アフリカーンス語: 英語: Sandton）は、南アフリカ共和国ハウテン州ヨハネスブルグE区にある地区。

## 概要

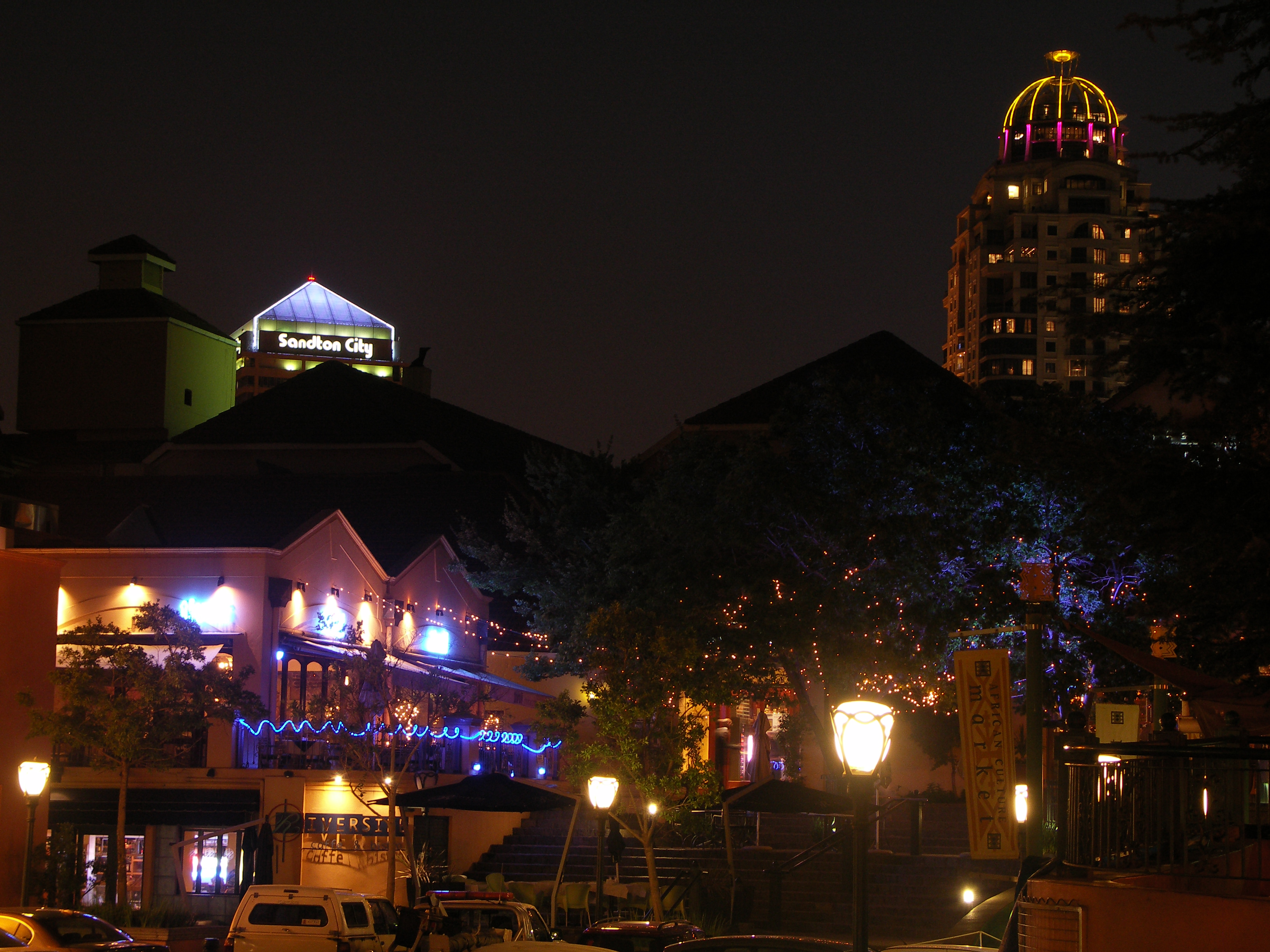
サントンの夜景

ヨハネスブルグ中心部の治安悪化に伴い、アフリカーナーなどの白人富裕層が北部のサントン地区に移住し、ヨハネスブルグ経済の中心地として発展している。商業施設や企業には武装警備員が常駐しており、白昼は比較的治安は維持されているが、夜間の治安は必ずしも安全であるとは言えない。

## 歴史
1969年、ヨハネスブルグの市域拡大に伴い合併したが、中心部に比べて産業等は発展しなかった。しかし1990年代、アパルトヘイトの廃止により、各地からの人口流入に伴い、市街地区域が拡大しサントンもインフラ基盤の整備が促進された。

## 産業
アパルトヘイト政策の廃止以降、極端に治安が悪化したヨハネスブルグの中央商業地区に代わり、経済活動の中心地となりつつある。JSE（ヨハネスブルグ証券取引所）など、本社機能をサントンへ移転する企業が後を絶えず、中央商業地区のドーナツ化現象が懸念されている。

## 交通
2010年のハウトレインが開通と同時にサントン駅が開業した。それによってサントンからヨハネスブルグ中央地区、O・R・タンボ国際空港とプレトリアへの鉄道移動が可能となった。

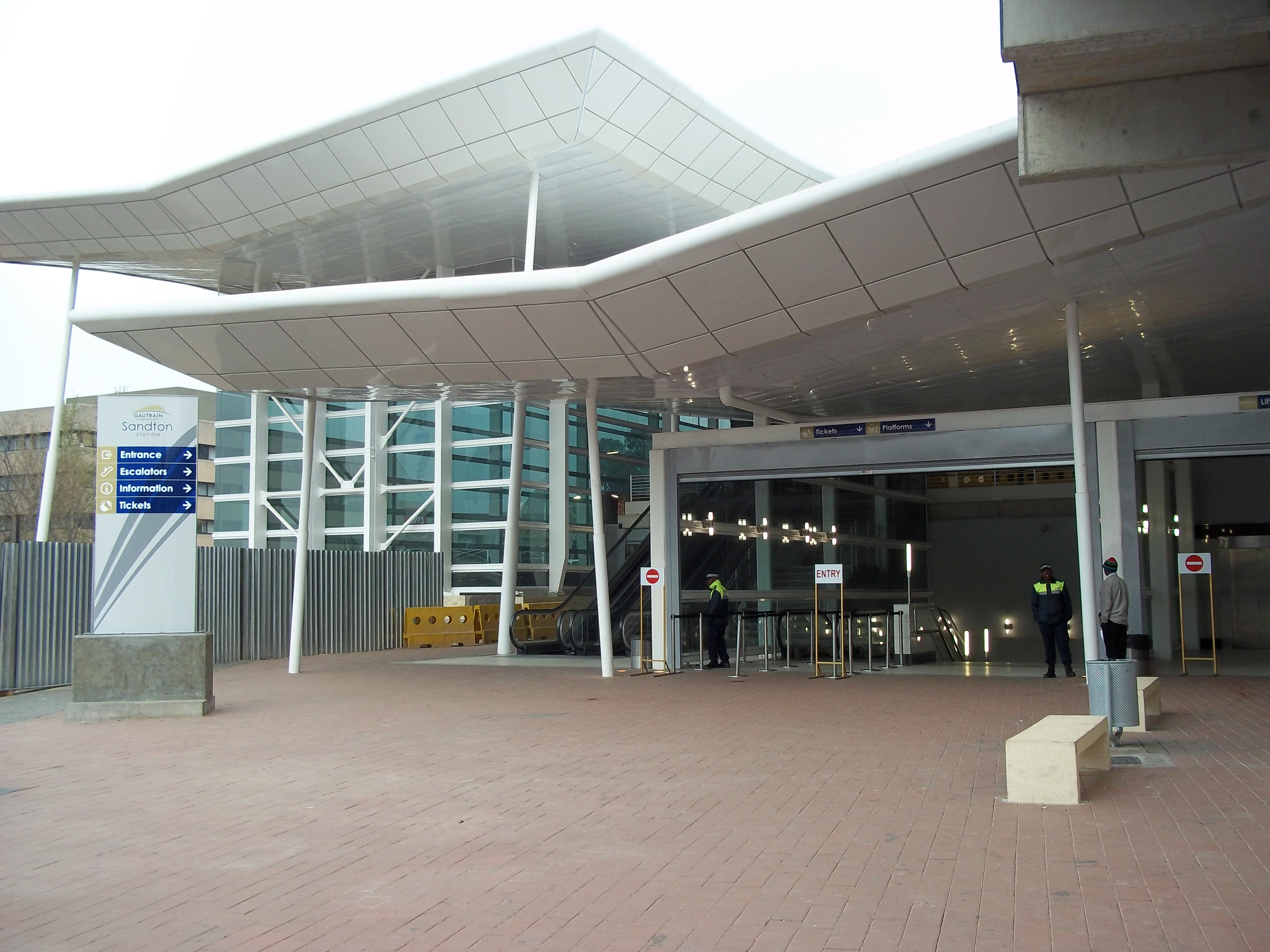
サントン駅

## 観光

### 商業施設
中心部にあるサントン・シティの売場面積は144,000m2で、アフリカ大陸最大の複合商業施設である。また、ネルソン・マンデラ・スクウェアには、反アパルトヘイト運動の中心人物で第11代大統領であるネルソン・マンデラの業績を称え、2004年3月にサントン・スクウェアから改称するとともに約6mのマンデラ像が建立されている。

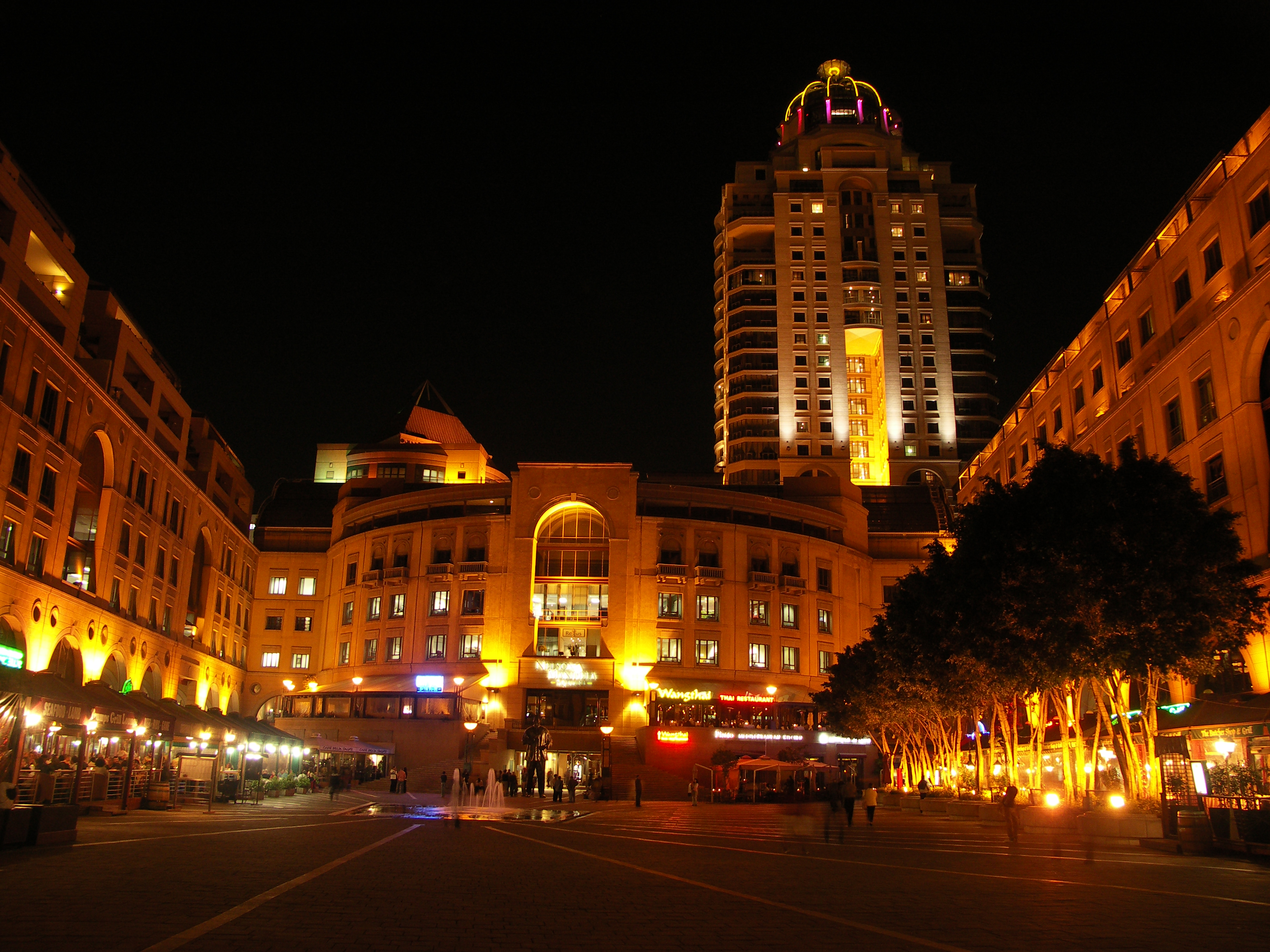
ネルソン・マンデラ・スクウェア